# Список керівників держав 690 року
Список керівників держав 689 року — 690 рік — Список керівників держав 691 року — Список керівників держав за роками

## Європа
- Арморика — король Алан II (? — 690)
- Британські острови:
  - Бріхейніог та Дівед — король Катен ап Гуліден (670–690), його змінив син король Кадуган ап Катен (690–710)
  - Вессекс — король Іне (688–726)
  - Галвідел — король Анарауд ап Мерфін (682–695)
  - Гвент — король Морган II ап Атруіс (685–715)
  - Гвінед — король Ідвал ап Кадваладр (682–720)
  - Дал Ріада — король Домналл II Коричневий (673—696), проти нього за владу боровся король Ферхар II (676–697)
  - Думнонія — король Донарт ап Кулмін (661–700)
  - Ессекс — король Себбі (664—695)
  - Кент — король Освін (687—690/691)
  - Мерсія — король Етельред I (675—704)
  - Нортумбрія — король Елдфріт (685—704)
  - Королівство піктів — король Бруде III (672—693)
  - Королівство Повіс — король Гуілог ап Белі (665—710)
  - Стратклайд (Альт Клуіт) — король Елвін (658—693)
  - Східна Англія — король Ельдвульф (664—713)
  - Гвікке — король Осгер (679—704)
- Вестготське королівство — король Егіка (687—702)
- Візантійська імперія — імператор Юстиніан II (685—695, 705—711)
  - Неаполітанський дукат — дука Бонель (687—696)
  - Равеннський екзархат — екзарх Іоанн II Платін (687—702)
- Волзька Булгарія — хан Котраг (668 — бл. 710)
- Домнонія — король Варох (667—692)
- Ірландія — верховний король Фінснехта Фледах (675—695)
  - Айлех — король Фланд мак Маеле Тюіл (681—700)
  - Коннахт — король Фергал Айдні мак Артгайле (689—697)
  - Ленстер — король Бран Мут мак Конайл (680—693)
  - Манстер — король Фінгуне мак Катал (678—696)
  - Улад — король Фергюс мак Аеден (674—692)
- Королівство лангобардів — король Куніберт (688—700)
  - Герцогство Беневентське— герцог Гізульф I (680—706)
  - Герцогство Сполетське — герцог Тразімунд I Сполетський (665—703)
  - Герцогство Фріульське — герцог Родоальд (? — 694)
- Перше Болгарське царство — хан Аспарух (668—700)
- Святий Престол:
  - папа римський Сергій I (687—701)
  - антипапа Пасхалій (687—692)
- Сербія — жупан Владін (бл. 680 — бл. 700)
- Франкське королівство:
  - король Теодоріх III (679—690/691)
  - мажордом Піпін Герістальський (680—714)
  - Аквітанія та Герцогство Васконія — герцог Едо Великий (674-700)
  - Баварія — герцог Теодон II (680—716/718)
  - Тюрингія — герцог Хеден II (689 — бл. 741)
- Фризія — король Радбод (680—719)
- Хозарський каганат — каган Кабан (668—690), його змінив каган Ібузір Гляван (690—715)
- Швеція — конунг Івар Широкі Обійми (бл. 655 — бл. 695)

## Азія
- Абазгія — князь Констянтин I (бл. 680 — бл. 710)
- Вірменське князівство — ішхан Ашот II Багратуні (685–688/690), його змінив ішхан Нерсес Камсаракан (689/690–690)
- Диньяваді (династія Сур'я) — раджа Сур'я Тха Кья (686–694)
- Західно-тюркський каганат — каган Ашина Юанькін (679–693)
- Індія:
  - Бадамі— Західні Чалук'я — махараджахіраджа Вінаядітья I (680–696)
  - Венгі— Східні Чалук'я — спільно правили махараджа Шрішрая Шіладітья (673–705) та махараджа Мангі Ювараджа (682–706)
  - Західні Ганги — магараджа Швімара I (679–726)
  - Камарупа — цар Віджая (670–725)
  - Кашмір — махараджа Пратападітія (бл. 661 — бл. 711)
  - Династія Паллавів  — махараджахіраджа Парамешвара-варман I (668–690); Нарасімхаварман II (690-725)
  - Держава Пандья — раджа Арікесарі Мараварман (670–710)
  - Раджарата — раджа Унханагара Хаттадата (673–691)
  - Хагда — раджа Раябхата (673–690), його змінив цар Балабхата (690–705)
- Кавказька Албанія — князь Вараз-Трдат I (670–705)
- Картлі — ерісмтавар Гурам II (684–693)
- Кахетія — князь Стефаноз II (684–736)
- Китай:
  - Бохай — ван Те Чо Йон (669–698)
  - Наньчжао — ван Мен Лошен (674–712)
  - Династія Тан — імператор Жуй-цзун (Лі-Дань) (684–690, 710–712), його матір, імператриця У Цзетянь (690–705) тимчасово відсунула від влади і правила сама.
- Корея:
  - Сілла — ван Сінмун (681–692)
- Лазіка — князь Барнук II (675–691)
- Омеядський халіфат — халіф Абд аль-Малік ібн Марван (685–705)
- Паган — король Пеіт Тонг (660–710)
- Персія:
  - Гілян (династія Дабюїдів) — іспахбад Фарукхан Великий (676–728)
  - Табаристан (династія Баванді) — іспахбад Сорхаб I (680–728)
- Королівство Сунда — король Тарусбава (669–723)
- Східно-тюркський каганат — каган Ельтериш-каган (682–693)
- Тао-Кларджеті — князь Варазбакур (678–705)
- Тибет — цемпо Тріду Сонгцен (676–704)
- Чампа — князь Вікрантаварман II (бл. 686 — бл. 731)
- Ченла — королева Джаядеві (681–713)
- Імперія Шривіджая — князь Дапунта Шрі Джаянаса (670–702)
- Японія — імператриця Дзіто (686–697)

## Африка
- Іфрикія — цариця Дакія аль-Кахіна (689–692)
- Аксумське царство — Бар Ікела (689—708)
- Африканський екзархат Візантійської імперії — до 698 невідомі
- Праведний халіфат — Абд аль-Малік ібн Марван (685—705)

## Північна Америка
- Цивілізація Мая:
  - Баакульське царство — цар Кан Балам II (684–702)
  - Дос-Пілас — цар Б'алах Чан К'авіль (629–692)
  - Канульське царство — священний владика Йукно'м Йіч'аак К'а'к’ (686–695)
  - Копан — цар К'ак'-Уті-Віц'-К'авіль (628–695)
  - Тікаль — цар Хасав-Чан-Кавіль I (682–734)
  - Яшчилан — божественний цар Іцамнах-Балам III (681–742)